# Camponotus goeldii
Camponotus goeldii är en myrart som beskrevs av Auguste-Henri Forel 1894. Camponotus goeldii ingår i släktet hästmyror, och familjen myror. Inga underarter finns listade.